# Anker Kihle
Anker Kihle (* 19. April 1917 in Skien; † 1. Februar 2000 ebenda) war ein norwegischer Fußballtorhüter.

## Spielerkarriere
Kihle verbrachte seine gesamte Vereinskarriere in seiner Heimatstadt Skien beim Storms Ballklubb.
1938 wurde er als Ersatztorhüter in das norwegische Aufgebot bei der Fußball-Weltmeisterschaft 1938 in Frankreich berufen. Er blieb jedoch ohne Einsatz. Im folgenden Jahr bestritt er zwei Länderspiele für die norwegische Nationalmannschaft gegen Schweden und Dänemark. 